# التهاب القصيبات
التهاب القصيباتللرئتين والمسماة القصيبات وهو يختلف عن التهاب القصبات الكبيرة. وعادة ما يحدث في الأطفال الذين عمرهم أقل من سنتين من وبالاخص اغلب الحالات تصيب الذين تتراوح أعمارهم بين بين ثلاثة وستة أشهر. حيث تكون لديهم الممرات الهوائية أصغر من الرئتين. سبب هذا الالتهاب فيروسات واهما فيروس المخلوي التنفسي (فيروس ر س ف)(70٪ من الحالات). وفيروسات أخرى مثل فيروس الباراانفلونزا والانفلونزا والادينوفيروس.ويؤدي التهاب القصيبات إلى التهاب وتوذم في القصيبات وصفير وسعال وضيق التنفس الذي يمكن أن يسبب بعض الصعوبة في تغذية الأطفال. وأكثر انتشاره يكون في موسم الشتاء.

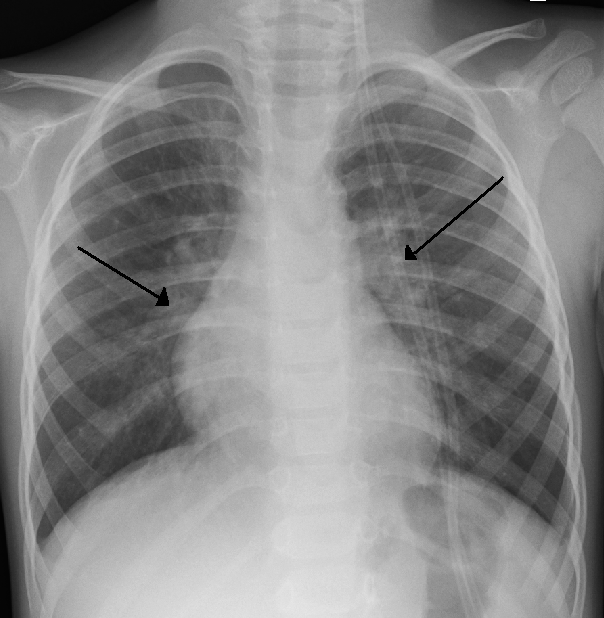
صورة باشعة اكس لصدر طفل مصيب بالتهاب القصبات

## الأعراض والعلامات
1- برشح بسيط وسيلان للأنف.
2-سعال. يكون بدايته خفيف ويشتد بعد فترة تمتد ليومين
3- وحرارة خفيفة قد تزداد بازدياد الالتهاب.
4-تسرع وصعوبة في التنفس. بحيث تتحرك خنابتا الانف وتنسحب العضلات تحت الصدر للاسفل كدليل على الجهد
5- صفير اثناء الزفير يسمى الوزيز وطحة في الصوت.
6-صعوبة في تغذية الطفل، صعوبة باتقديم الغذاء أو الرضاعة وذلك بسبب صعوبة التنفس.
7-زرقة حول فم الطفل وفي نهايات الاصابع. وهذا دليل ان حالة الطفل أصبحت حرجة وهنالك حالة من نقص الاكسجة لديه وقد يصاب الطفل بالهياج والنزق والتململ.
8-جفاف: جفاف الفم،ضعف الرضاعة، قلة الدموع، قلة البول.

## الأسباب
- - فيروسات:فيروس المخلوي التنفسي (فيروس ر س ف)، الباراانفلونزا، الانفلونزا، الادينوفيروس.
- -التليف الكيسي.
- - عسر تصنع القصبات.
- -وجود ضعف في مناعة الطفل.

## العلاج
العلاج هو عادة داعمة، وربما تنطوي على استخدام مرذذ أدرينالين أو مفرط التوتر المالحة. ويمكن اعطاء الطفل قطرات انفية لتخفيف اعراض الرشح، والكثير من السوائل لتجنب التجفاف واعطاء الطفل رضعات صغيرة ومجزأة أكثر مما سبق وقد توصف بعض الادوية مثل موسعات القصبات. وفي الحالات الأكثر شدة قد تعالج صعوبة التنفس بالاوكسجين وموسعات القصبات عن طريق الإنشاق، ويعالج التجفاف باعطاء السوائل عن طريق الوريد أو ما يسمى بالسيروم. ومن المعالجات الحديثة التي تعطى للاطفال بالحالات الحرجة هي اضداد الفيروس ر س ف.وحالات أخرى من الحالات الحرجة قد تحتاج لوضع الطفل على جهاز التنفس الاصطناعي.ومن الأشياء المهمة للوقاية هي تجنب تماس الطفل مع الأشخاص المصابين بالرشح وكذلك غسل اليدين قبل التعامل مع الطفل خاصة في دور الحضانة.